# 卢迪恩特
卢迪恩特（西班牙語：Ludiente），是西班牙瓦伦西亚自治区卡斯特利翁省的一个市镇。总面积31平方公里，总人口209人（2001年），人口密度7人/平方公里。